# Нидерландская национальная опера

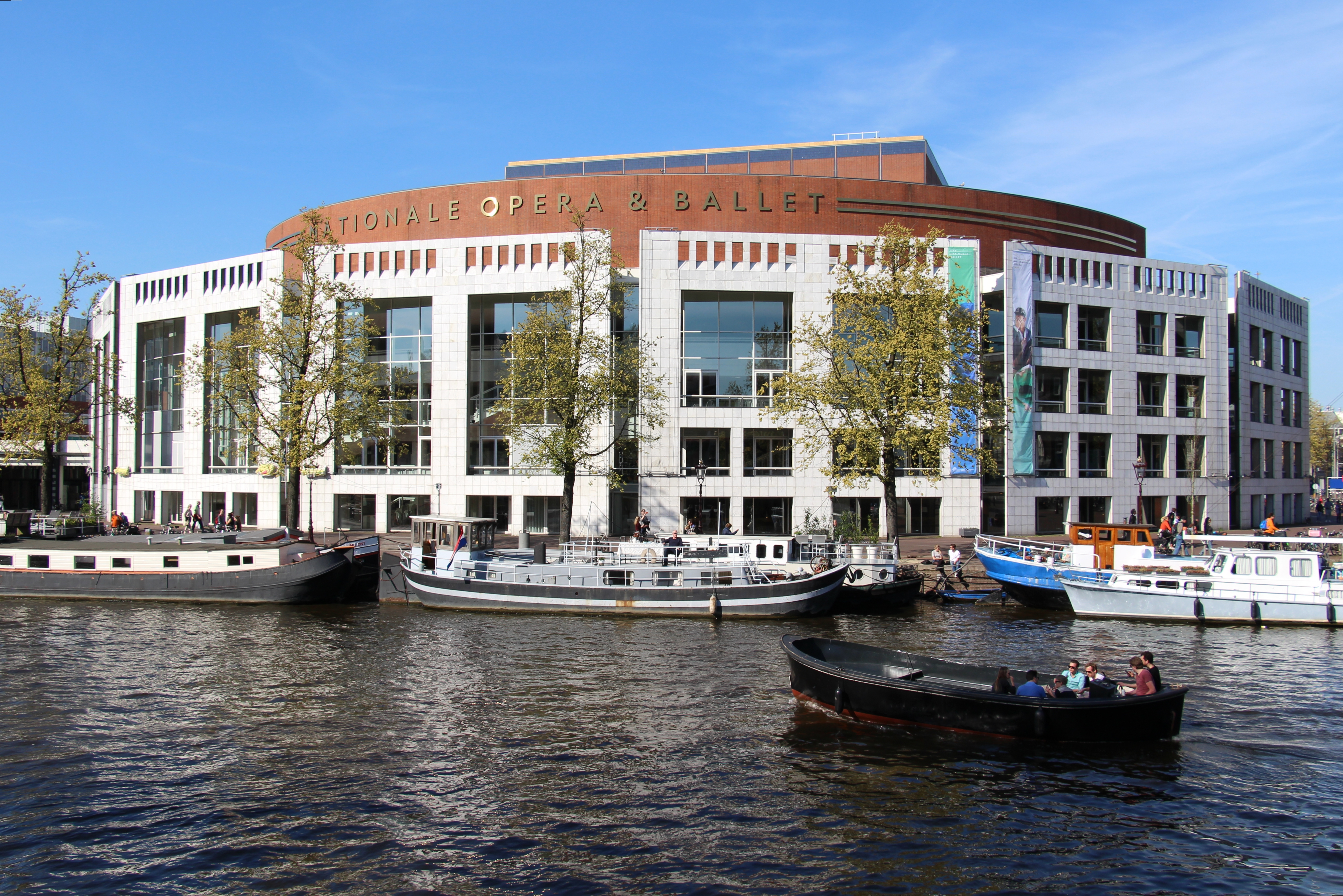
Здание Нидерландского национального театра оперы и балета

Нидерландская национальная опера (нидерл. De Nationale Opera, англ. Dutch National Opera, сокр. DNO) — нидерландская оперная компания (труппа), базирующаяся в Амстердаме в Нидерландском национальном театре оперы и балета, расположенном в комплексе Стопера.

## История и деятельность
Нидерландская национальная опера была основана вскоре после окончания Второй мировой войны как репертуарная труппа с постоянным ансамблем. В послевоенный период она много гастролировала по Нидерландам со своей амстердамской домашней базы в здании театра Stadsschouwburg. В 1964 году опера была переименована в De Nederlandse Operastichting, и компания приняла концепцию предложения различных творческих коллективов и солистов для каждой новой постановки. В 1986 году труппа переехала в новое здание в комплексе Стопера (спроектировано архитекторами Вильгельмом Хольцбауэром и Корнелиусом Дамом), которое она делит с Нидерландским национальным балетом. Впоследствии ещё раз была переименована в De Nederlandse Opera, а в 2014 году компания окончательно стала называться De Nationale Opera.
Голландская национальная опера имеет свой собственный хор из шестидесяти певцов и технический персонал из порядка 250 человек. Декорации, костюмы, парики и реквизит разрабатывается и изготавливается в собственных мастерских. Исторически опера не имела собственного постоянного оркестра, поэтому различные оркестры Нидерландов участвовали в постановках Национальной оперы, в том числе Нидерландский филармонический оркестр, Нидерландский камерный оркестр, Королевский оркестр Консертгебау, Роттердамский филармонический оркестр, Филармонический оркестр Нидерландского радио, оркестр «Резиденси», камерный оркестр Asko/Schönberg.
Национальная опера ставит в среднем одиннадцать произведений в год. Хотя большинство представлений проходит в здании Голландской национальной оперы и балета, труппа также выступала в амстердамском театре Stadsschouwburg, в Королевском театре Карре, в культурном центре Westergasfabriek и в концертном зале Muziekgebouw aan 't IJ. Голландская национальная опера представляет свои постановки и за рубежом — в Метрополитен-опере и Бруклинской музыкальной академии, на фестивалях в Линкольн-центра и в Аделаиде, а также регулярно ставит у себя постановки других оперных театров.
Художественным директором Нидерландской национальной оперы с сентября 2018 года является Софи де Линт, сменившая на этом посту Пьера Ауди (являлся художественным директором с 1988 по 2018 год).
В 2016 году Нидерландская национальная опера получила премию «Оперная компания года» (Opera Company of the Year Award).

## Дирижёры
Неполный список главных дирижёров Нидерландской национальной оперы:
- Ханс Вонк (1976—1985)
- Хартмут Хэнхен[англ.] (1986—1999)
- Эдо де Ваарт[англ.] (1999—2004)
- Инго Метцмахер (2005—2008)
- Марк Альбрехт (2011—2020)
- Лоренцо Виотти[англ.] (с 2021)[4]